# Koninkrijksdag

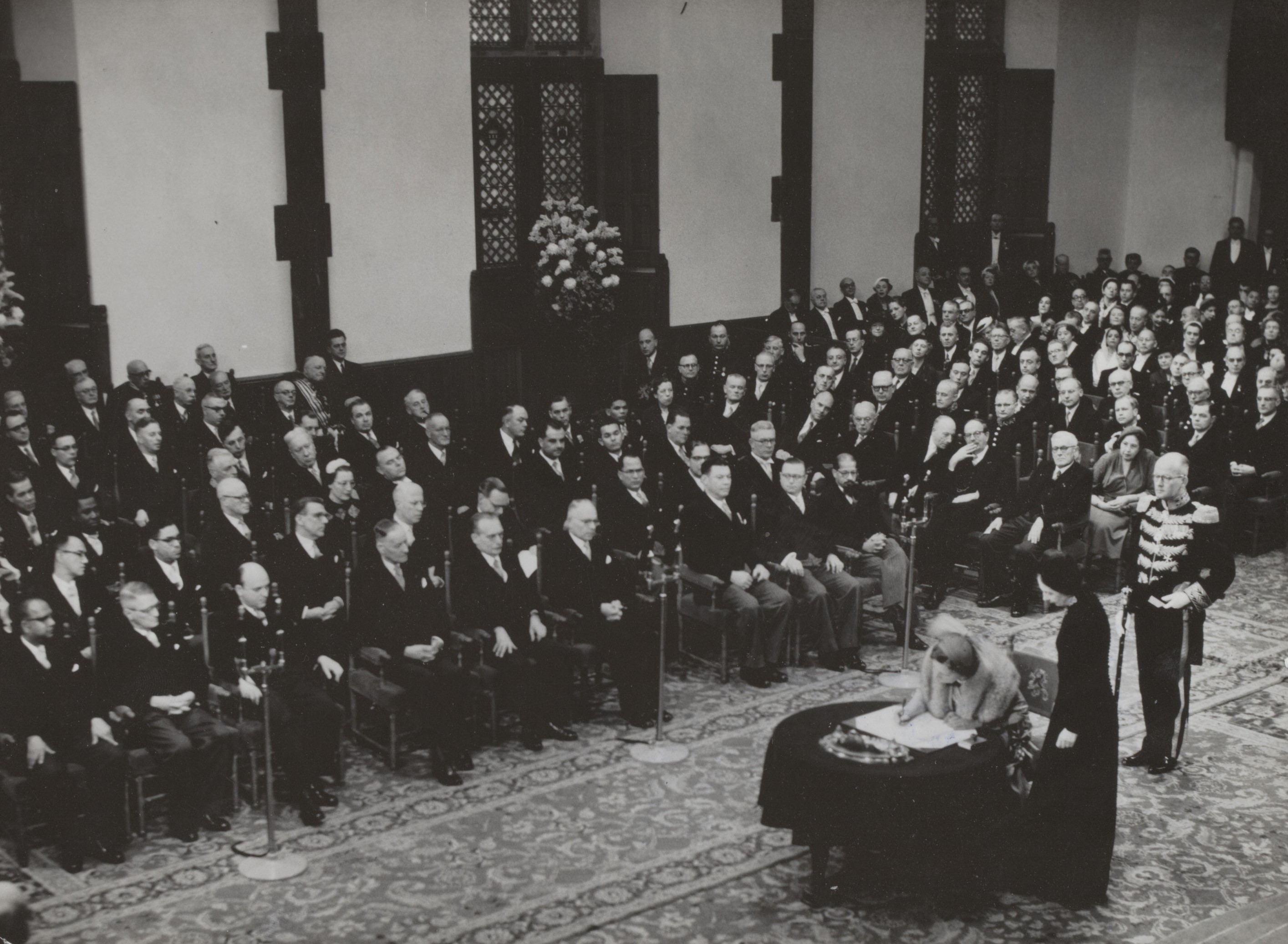
Signature du statut du Royaume des Pays-Bas.

Koninkrijksdag, en papiamento Dia di Reino, en anglais Kingdom Day et en frison occidental Keninkryksdei (en français « Jour du Royaume »), est une fête commémorant la signature du Statut du royaume des Pays-Bas par la reine Juliana le 15 décembre 1954 à Aruba, Curaçao, aux Pays-Bas continentaux et à Saint-Martin. Quand le 15 décembre tombe un dimanche, la commémoration se déroule le lundi 16 décembre. Le jour du royaume n'est pas, contrairement à la Fête du Roi, une jour férié officiel mais les bâtiments gouvernementaux doivent présenter le drapeau néerlandais.
Depuis 2005 , le Koninkrijksconcert (en français, le « concert du Royaume ») se tient annuellement le 15 décembre pour célébrer la relation entre les Pays-Bas, les Antilles néerlandaises et Aruba.
Depuis 2008, le 15 décembre est aussi le Naturalisatiedag, le jour de la naturalisation, pendant lequel une cérémonie de naturalisation est organisée pour les nouveaux Néerlandais.